# Wein, Weib und Gesang
Wein, Weib und Gesang! (Vino, Donne e Canto!), op. 333, è un valzer di Johann Strauss (figlio).

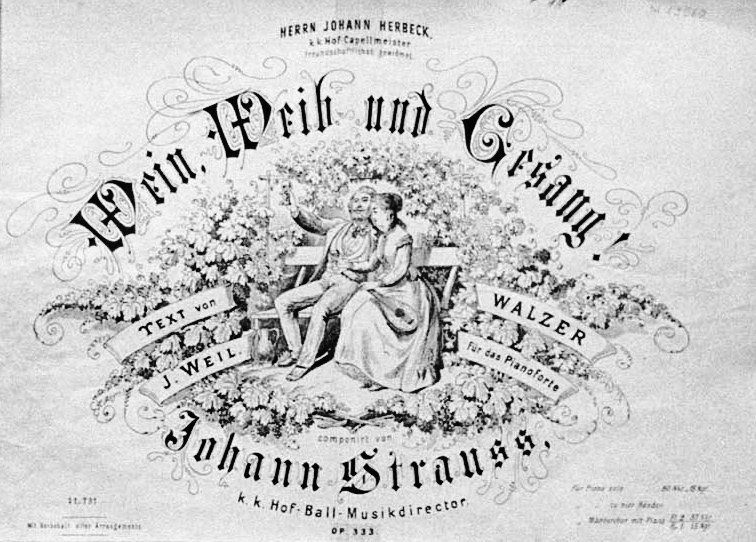
Edizione per pianoforte del valzer Wein,Weib und Gesang!.

Wein, Weib und Gesang! (valzer particolarmente amato da Richard Wagner) fu eseguito per la prima volta, nella forma di valzer corale, dalla Wiener-Verein Mannergesang (Associazione corale maschile di Vienna) durante la festa di carnevale (Narrenabend) che si tenne nella Dianabad-Saal di Vienna il 2 febbraio 1869.
L'orchestra Strauss suonò l'accompagnamento per il coro, e, anche se il compositore non diresse la prima del suo nuovo valzer, fu comunque presente tra il pubblico.
Il nuovo valzer venne dedicato "In amicizia a Johann Ritter von Herbeck (1831-77), direttore imperiale di corte"; Herbeck aveva svolto per la società il ruolo di direttore del coro dal 1856 al 1866 ed era stato recentemente decorato con l'onoroficenza della Croce dell'Ordine Imperiale di Francesco Giuseppe, tuttavia questa esecuzione non fu diretta da Herbeck ma dal suo successore, Rudolf Weinwurm.
Wein, Weib und Gesang! trovò la lode unanime dalla stampa e l'opinione pubblica decretò tale valzer come uno dei migliori scritti dal compositore.
Per analogia, il Neues Wiener Tagblatt (4-02-1869) scrisse:
(Neues Wiener Tagblatt)
Nella versione solamente orchestrale, il valzer Wein, Weib und Gesang! apparve per la prima volta nel programma di un concerto del 16 marzo 1869 dell'orchestra Strauss sotto la direzione congiunta di Johann, Josef ed Eduard a Pest, dove i tre fratelli avevano accettato di esibirsi in 2 concerti presso il Redoutensaal da poco inaugurato.
Soltanto ad un successivo concerto tenutosi lunedì di Pasqua, 29 marzo, Vienna poté udire la versione orchestrale di Wein, Weib und Gesang!.
Questo concerto, organizzato da Josef e Eduard Strauss in aiuto alla casa di accoglienza per i non vedenti, con la partecipazione di Johann, ebbe luogo nella Blumen-Sale dei Wiener Gartenbaugesellschaft (Associazione dei floricoltori viennesi), e fu la penultima apparizione di Johann e Josef Strauss prima della loro partenza per la loro stagione estiva di concerti in Russia.
Il valzer è stato eseguito anche dal complesso "Prater di Vienna" (Nuova Enigmistica Tascabile) ed inserito nell'album del 1983 Incontri musicali 2 - Johann Strauss (K-Tel, SKI 7017).

Valzer 1